# Geophilus richardi
Geophilus richardi är en mångfotingart som beskrevs av Henri W. Brölemann 1904. Geophilus richardi ingår i släktet Geophilus och familjen storjordkrypare.
Artens utbredningsområde är:
- Frankrike.
- Italien.

Inga underarter finns listade i Catalogue of Life.